# فلم تظليل النوافذ
فيلم تظليل النوافذ عبارة عن فيلم رقيق يمكن تثبيته في الداخل أو خارج الأسطح الزجاجية في السيارات والقوارب أيضًا تستخدم لمنازل والمباني. عادة ما تكون مصنوعًا من البولي إيثيلين تيرفثالات (PET)، وهو من عائلة البوليستر. يتم تصنيف أفلام التظليل بشكل عام حسب مكونات بنائها (مصبوغة أو غير مصبوغة، ممعدنة أو نانو سيراميك) وتستخدم أما لخصوصية أو من اجل التحكم في اشعة الشمس.

## التنظيم حسب الدولة
- لبنان - يمنع قانون المرور اللبناني أصحاب المركبات الخاصة بتظليل النوافذ الأمامية بدون الحصول على رخصة تظليل[2]

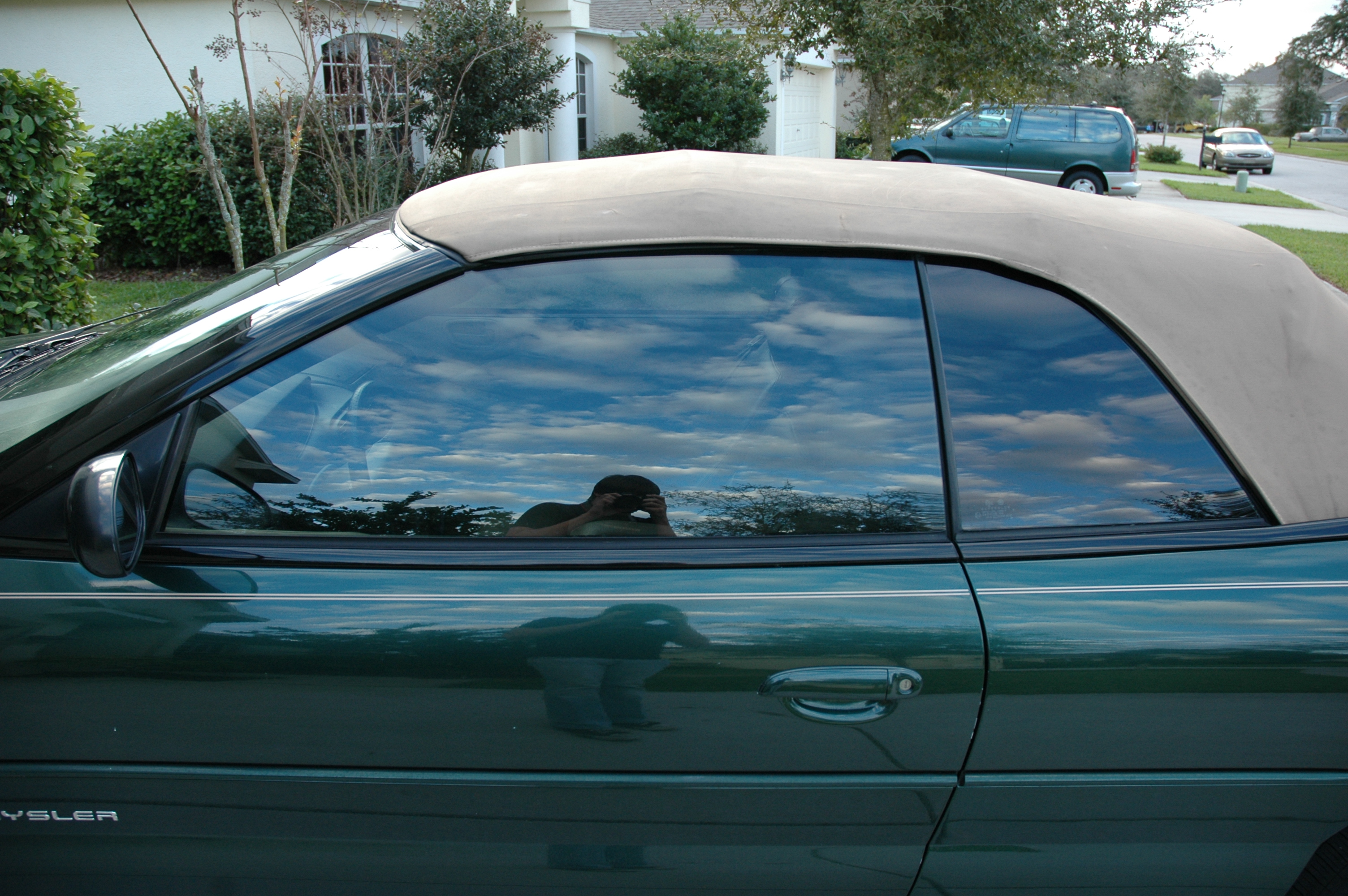
فيلم التضليل على سيارة مكشوفة في أمريكا